# Asyngenes vittipennis
Asyngenes vittipennis là một loài bọ cánh cứng trong họ Cerambycidae.